# Fly Eyes
Fly Eyes è il terzo album della band tedesca H-Blockx, pubblicato nel 1998.

## Tracce
1. Fly - 3:34
2. One Day - 3:15
3. 9:08 A.M. - 4:18
4. Liquid Sunlight - 4:06
5. Take Me Home - 4:00
6. Even Goes - 4:03
7. Without You - 3:11
8. Star - 3:47
9. Tell Me Why - 3:31
10. Black Skies - 4:24
11. Can't Break My Fear - 4:00
12. Cold - 3:57
13. Heartblood - 2:14
14. Wish - 3:22
15. Paradise Valley - 4:06

## Formazione
- Henning (Henning Wehland): voce
- Dave (Dave Gappa): voce
- Gudze (Stephan Hinz): basso
- Tim (Tim Tenambergen): chitarra
- Mason (Johann-Christop Maass): batteria